# 공단역
공단역(Gongdan Station, 工團驛)은 대한민국 대구광역시 서구 비산7동 상신삼거리에 있는 대구 도시철도 3호선의 역이다.

## 특징
상신삼거리에 역이 있으며, 팔달철교를 통과할 때 경부고속도로 상단을 지나게 된다.
역명과 달리 공단 바깥쪽인 팔달로 대로변에 역이 있다. 역 주변에는 자동차 정비소, 윤활유 및 자동차 관련 물품 판매점이 많으며, 역 건너편에 트레이더스 홀세일 클럽 비산점이 있다.

## 역명의 유래
역명은 역 서편의 비산염색산업단지과 역 동편 제3산업단지에서 유래되었다. 이 역은 당초에는 염색공단역으로 확정되었으나 역 동편의 북구 노원동에 제3공업단지도 있어 두 공단을 모두 아울러 최종적으로 공단역으로 확정되었다. 그 후 염색산업단지역, 금호강역 등 역명 변경이 촉구되었지만 부결되어 결국 "공단역"으로 확정되었다.

## 역 구조
2면 2선의 상대식 승강장이 있는 지상역이다. 난간형 스크린도어가 설치되어 있다.

### 승강장
| 팔달 ↑ |
| \| 상  |
| ↓ 만평 |

| 상행 | ● 대구 도시철도 3호선 | 팔달·매천시장·칠곡경대병원 방면 |
| 하행 | ● 대구 도시철도 3호선 | 만평·서문시장·용지 방면         |

- 대합실을 통해 반대편 승강장으로 이동이 가능하다.

## 역사
- 2013년 10월 2일 : 공단역으로 역명 결정
- 2015년 4월 23일 : 대구 도시철도 3호선 개통과 함께 영업 개시

## 역 주변
| 나가는 곳 | 방면 |
| --------- | --- |
| 1         | 기아 자동차 대구서비스센터 대구염색산업단지 서대구초등학교 한국건강관리협회 대구제3산업공단 대구여성회관 |

## 승차량 변동
| 노선  | 승차 인원 | 승차 인원 | 승차 인원 | 승차 인원 | 승차 인원 | 주석  |
| 노선  | 2015년    | 2016년    | 2017년    | 2018년    | 2019년    | 주석  |
| ----- | --------- | --------- | --------- | --------- | --------- | ----- |
| 3호선 | 1,141     | 1,229     |           |           | -         | [ 1 ] |

## 사진

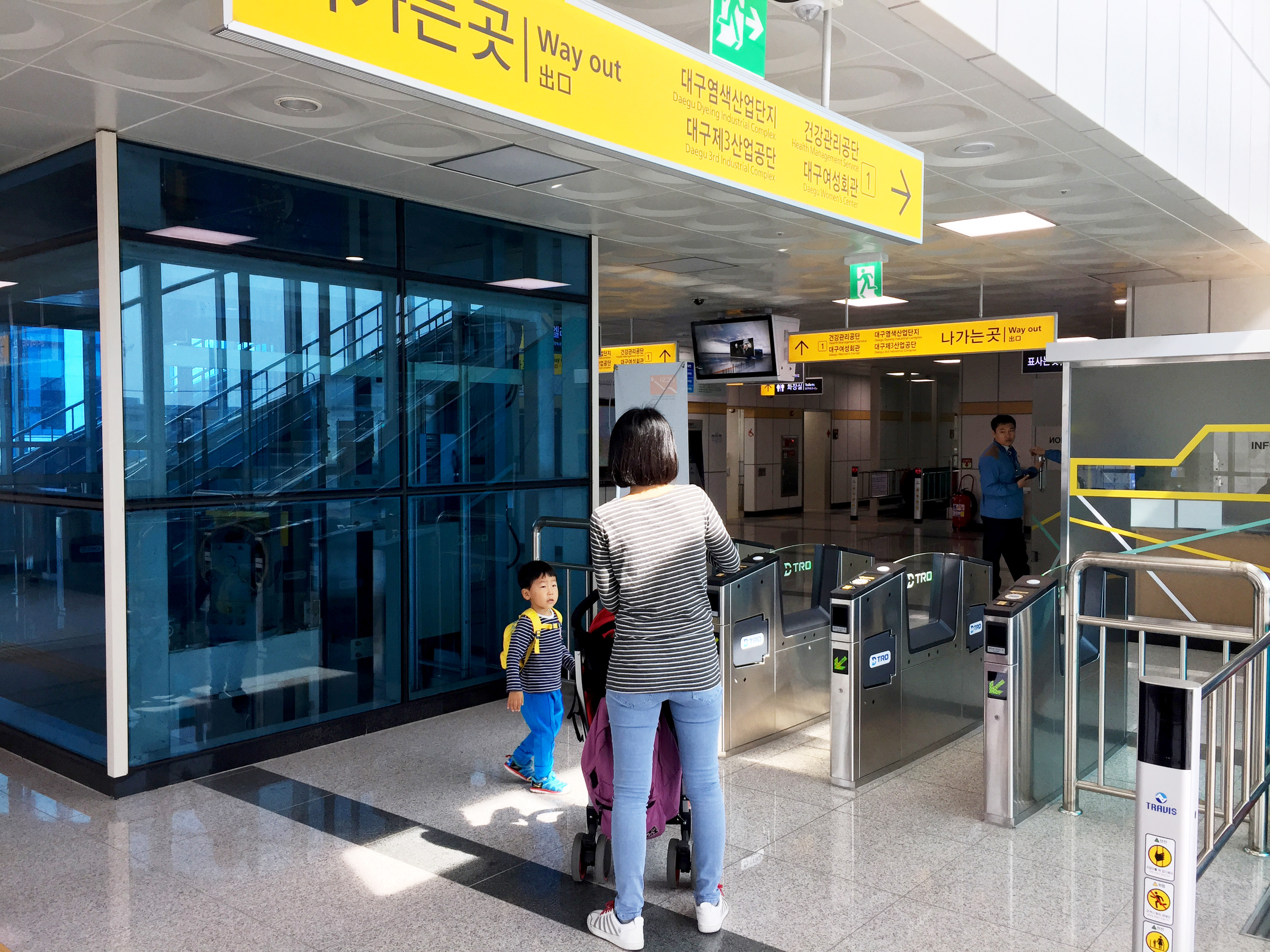
개찰구

## 같이 보기
아래 항목은 지역 인근에서 "공단역"으로 불리었던 역들이다.
- 구로디지털단지역 : 2004년 10월 1일까지 구로공단역으로 존재한 서울 지하철 2호선의 역
- 성서산업단지역 : 2011년 12월 31일까지 성서공단역으로 존재한 대구 도시철도 2호선의 역
- 초지역 : 2012년 6월 30일까지 공단역으로 존재한 수도권 전철 4호선 (안산선)의 역

## 인접한 역
| 대구 도시철도 3호선        | 대구 도시철도 3호선   | 대구 도시철도 3호선 |
| -------------------------- | --------------------- | ------------------- |
| 321 팔달 칠곡경대병원 방면 | ● 대구 도시철도 3호선 | 323 만평 용지 방면  |